# Catherine Mary Stewart
Catherine Mary Nursall, coniugata Stewart (Edmonton, 22 aprile 1959), è un'attrice canadese.
Uno tra i suoi ruoli più noti è quello di Gwen Saunders nel film Weekend con il morto.

## Biografia
Figlia di Mary (Stewart) e John Ralph Nursall, docenti alla University of Alberta, a diciotto anni si è trasferita per studiare danza a Londra, dove nel 1980 ha recitato in The Apple, una commedia musicale fantascientifica, e nel 1981 ha avuto un breve ruolo ne I falchi della notte con Silvester Stallone e Rutger Hauer.
In seguito si è trasferita a Los Angeles, dove ha ottenuto il ruolo di Kayla Brady nella soap opera Il tempo della nostra vita da gennaio 1982 a dicembre 1983.
Nel 1986 ha interpretato il ruolo di Helene Junot da giovane (a sua volta impersonato da Joan Collins da adulta) nella miniserie Peccati.
È apparsa anche in serie televisive quali Supercar e Hotel.
Nel 1989 ha avuto il suo ruolo più famoso, quello di Gwen Saunders nel film Weekend con il morto.
Verso la metà degli anni ‘90 ha diradato sempre più la sua attività per dedicarsi alla famiglia.

## Vita privata
Ha due fratelli: Alan Nursall, scienziato e divulgatore scientifico per la TV canadese e Discovery Channel, e John Nursall, regista e produttore.
Dopo un primo matrimonio con l’attore John Findlater durato dal 1983 al 1985, si è risposata nel 1992 con Richard Allerton, dal quale ha avuto una figlia e un figlio.

## Filmografia

### Cinema
- Powder Heads (1980)
- The Apple, regia di Menahem Golan (1980)
- I falchi della notte (Nighthawks), regia di Bruce Malmuth (1981)
- The Beach Girls (1982)
- Giochi stellari (The Last Starfighter), regia di Nick Castle (1984)
- La notte della cometa (Night of the Comet), regia di Thom Eberhardt (1984)
- Terrore in sala (Terror in the Aisles), regia di Andrew J. Kuehn (1984)
- Mischief, regia di Mel Damsky (1985)
- Scenes from the Goldmine, regia di Marc Rocco (1987)
- Dudes, regia di Penelope Spheeris (1987)
- Misteriose forme di vita (Nightflyers), regia di Robert Collector (1987)
- Gli angeli dell’odio (World Gone Wild), regia di Lee H. Katzin (1988)
- Riding the Edge, regia di James Fargo (1989)
- Weekend con il morto (Weekend at Bernie's), regia di Ted Kotcheff (1989)
- Psychic (1991)
- Cafe Romeo (1991)
- Samurai Cowboy, regia di Michael Keusch (1994)
- Number One Fan (1995)
- Out of Annie's Past (1995)
- Dead Silent (1999)
- Reaper (2000)
- The Attic , regia di Mary Lambert (2007)
- La ragazza della porta accanto (The Girl Next Door), regia di Gregory Wilson (2007)
- Perry St (2010)
- Rising Stars (2010)
- A Christmas Snow (2010)
- AmeriQua, regia di Marco Bellone e Giovanni Consonni (2013)
- Imitation Girl (2017)
- Un amore improvviso (Love on the vines), regia di Bradford May (2017)

### Televisione
- Mago Merlino (Mr. Merlin) – serie TV, episodio 15 (1982)
- Un assassino in famiglia (A Killer in the Family), regia di Richard T. Heffron – film TV (1983)
- I giorni della nostra vita (Day of Our Lives) – soap opera (1982-1983)
- Supercar (Knight Rider) – serie TV, un episodio (1983)
- Hotel – serie TV, un episodio (1985)
- Le signore di Hollywood (Hollywood Wives), regia di Robert Day – miniserie TV (1985)
- Peccati (Sins), regia di Douglas Hickox – miniserie TV (1986)
- Alfred Hitchcock presenta (Alfred Hitchcock Presents) – serie TV, un episodio (1987)
- Giochi segreti a Las Vegas (Hearts Are Wild ) – miniserie TV, 3 episodi (1992)
- Oltre i limiti (The Outer Limits) – serie TV, 2 episodi (1996-2001)
- Sentieri (Guiding Light) – soap opera, 2 episodi (2002)

## Doppiatrici italiane
Nelle versioni in italiano delle opere in cui ha recitato, Catherine Mary Stewart è stata doppiata da:
- Micaela Esdra in Weekend con il morto
- Claudia Razzi in Psychic